# Natacha Lesueur
Natacha Lesueur (Nizza, 1º agosto 1971) è una fotografa svizzera che vive e lavora a Parigi.

## Biografia
Non ha studiato in una scuola di fotografia ma a Villa Arson ("Scuola Nazionale Superiore d'Arte a Villa Arson") a Nizza.  Mentre era lì, realizzò che la fotografia sarebbe diventata il suo principale mezzo artistico. La sua prima mostra personale ha avuto luogo nel 1996. Nel 2000 è la vincitrice del "Prix Ricard"  e nel biennio 2002-03 è stata artista visiva in residenza a Villa Medici. Ha esposto in numerosi paesi europei, negli Stati Uniti d'America, nella Corea del Sud e in Cina. Una retrospettiva del suo lavoro è stata esposta dal Museo di arte moderna e contemporanea a Ginevra nel 2011.
Natacha Lesueur insegna al Cantonal Art College di Losanna e all'Academy of Art di Rennes.
(Natacha Lesueur, intervistata da Clémentine Mercier in Libération, 2015)
Lesueur produce una serie, in cui le sue opere si susseguono, ma senza mostrarsi apertamente a vicenda, dispiegandosi in una varietà apparentemente infinita, in termini di temi, trompe-l'œil e trappole ottiche che risuonano tra loro per creare un'unità globale. La metà della sua produzione fotografica giustappone il corpo al cibo. Gli esempi includono aspics in guisa de bonnets de bain ("Aspic sotto forma di cuffia" - 1997/98), Peau de saumon comme résille de chignon (pelli di salmone come reti da pesca), ambes gainées de crépine de porc ("Gambe avvolte nelle membrane di maiale "- 1997/98), bouches dont les dents sont des graines de toutes sortes ("bocche umane con una diversità di semi al posto dei denti"- 2000). In altre immagini i corpi delle donne sono contrassegnati con impronte di perle (1994-96), esami delle vista (2000-2001), con la faccia di un uomo addormentato con una penna (2004), unghie intagliate (1997-2003), o donne i cui denti sono verniciati di rosso, scoppiando a ridere. In una serie che ha creato tra il 2009 e il 2011 ha lavorato con la stessa modella quarantenne, per rivalutare la figura dell'attrice brasiliana Carmen Miranda, precedentemente utilizzata da Hollywood come una caricatura esotica "prototipo". Usa il corpo come "superficie di scrittura-disegno" e un supporto semi-regolare per immagini di preparazioni culinarie, impronte e/o sculture di ritratto.